# Arthur Newell Strahler

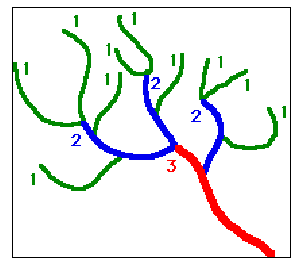
Diagrama del Cuerpo de Ingenieros de EE. UU. que muestra el orden de corriente Strahler

Arthur Newell Strahler (Kolhapur (India), 20 de febrero de 1918 - Nueva York, 6 de diciembre de 2002), fue un geógrafo y geólogo destacado en hidrología, geomorfología y climatología, miembro de la Asociación Americana de Geógrafos, fue un profesor de geociencias en la Universidad de Columbia. En 1952 desarrolló el orden de corriente Strahler para clasificar las corrientes de acuerdo con la potencia de sus afluentes. También es famoso por ser el autor de un texto de estudio de geografía física ampliamente difundido y traducido a varios idiomas por su gran calidad.
En matemáticas , el número de Strahler o número Horton-Strahler de un árbol matemático es una medida numérica de la complejidad de la ramificación.
Estos números fueron desarrollados por primera vez en la hidrología por Robert E. Horton (1945) y Arthur Newell Strahler  (1952, 1957); en esta aplicación, estos están referidos como orden del curso de agua de Strahler y se han utilizado para definir el tamaño de un curso de agua basados en la jerarquía de los afluentes. También han aparecido en el análisis de Sistemas de Lindenmayer y de las estructuras biológicas jerárquicas como árboles ( biológicos) y sistema circulatorio y respiratorio de los animales, en la asignación de registros para la compilación de lenguajes de programación de alto nivel y en el análisis de redes sociales. Sistemas alternativos para el ordenamiento de cursos de agua han sido desarrollados por Shreve y Hodgkinson et al.

## Definición
Todos los árboles en este contexto son gráficos direccionados, orientados desde la raíz hacia las hojas; en otras palabras, son arborescencias. El grado de un nodo en un árbol es solo su número de hijos. Se puede asignar un número de Strahler a todos los nodos de un árbol, desde abajo hacia arriba de la siguiente manera:
- Si el nodo es una hoja (no tiene hijos), su número de Strahler es uno.
- Si el nodo tiene un hijo con el número de Strahler i, y todos los demás niños tienen números Strahler inferior a i, entonces el número de Strahler del nodo es i nuevamente.
- Si el nodo tiene dos o más hijos con el número de Strahler i, y no hay niños con mayor número, entonces el número de Strahler del nodo es i  + 1.
- El número Strahler de un árbol es el número de su nodo raíz.

En términos de un algoritmo estos números pueden ser asignados por la realización de una búsqueda de profundidad y asignando cada número de cada nodo de atrás para adelante (iniciando desde los nodos con la última generación de hijos, u hojas del árbol). Los mismos números también pueden ser generados a través de un proceso de poda en el que el árbol se simplifica en una secuencia de etapas, donde en cada etapa uno elimina todos los nodos de hoja y todos los caminos de grado uno que conducen a hojas. El número de Strahler del nodo es la etapa en la que se eliminaría por este proceso esta capa de nodos.
Cualquier nodo con el número de Strahler i debe tener al menos dos descendientes con número Strahler i  - 1, por lo menos cuatro descendientes con Strahler número i  - 2, etc., y al menos 2 i  - 1 descendientes de las hojas. Por lo tanto, en un árbol con n nodos, el mayor número de Strahler posible es log 2n . Sin embargo, cuando el árbol forma un árbol binario completo su número de Strahler será menor que este límite. En un árbol binario con n-nodos, elegido uniformemente al azar entre todas los posibles árboles binarios, el índice esperado de la raíz del árbol es, con una alta probabilidad, muy cercano al log 4n.

## Aplicaciones

### Redes Fluviales
En la aplicación del Orden de cursos de agua de Strahler a la hidrología, cada segmento de un arroyo o río dentro de una red fluvial es tratado como el nodo en un árbol, tratando al segmento aguas abajo como su padre. Cuando dos cursos de agua de primer orden se unen, forman un curso de agua de segundo orden. Y de esta manera, cuando dos cursos de agua de segundo orden confluyen, forman un curso de agua de tercer orden. Los cursos de agua de orden inferior al unirse a un curso de agua de orden superior no cambian el orden del curos de agua superior. Por lo tanto, si una corriente de primer orden se une a una corriente de segundo orden, el curso de agua resultante sigue siendo de segundo orden. Por el contrario, cuando confluyen dos cursos de agua de segundo orden el cursos de agua resultante es de tercer orden. Al igual que con los árboles matemáticos, un segmento con índice i debe ser alimentado por al menos 2 i  - 1 afluentes diferentes de índice 1. Shreve señaló que las Leyes de Horton y Strahler deberían esperarse de cualquier distribución topológicamente azar. Una revisión posterior de las relaciones confirmó este argumento, estableciendo que, desde las propiedades de las leyes descritas, no se pueden sacar conclusiones para explicar la estructura o el origen de la red de corriente.
Para asignar a un curso de agua una característica hidrológica, este debe ser intermitente o permanente. Cursos de agua intermitentes son los que poseen agua en el canal durante una parte del año. El índice de un arroyo o río puede variar de 1 (una corriente sin afluentes) a 12 (el río más poderoso, el Amazonas, en su desembocadura). El río Ohio es del orden de ocho, el río Misisipi es de orden 10 y se estima que el 80% de las corrientes en el planeta son primera cursos de agua de tercer orden.
Si la relación de bifurcación de una red fluvial es baja, existe una mayor probabilidad de inundaciones, ya que el agua se concentra en un solo canal en lugar de esparcirla en la cuenca.

## Obras importantes
- Strahler, A. N. (1957), "Quantitative analysis of watershed geomorphology", Transactions of the American Geophysical Union 38 (6): 913–920
- Strahler, A. N. (1952), "Hypsometric (area-altitude) analysis of erosional topology", Geological Society of America Bulletin 63 (11): 1117–1142
- Strahler, Arthur N. Physical Geography. New York: John Wiley & Sons, 1960. Existen varias ediciones en español.
- Strahler, Arthur N. La Ciencia y la Historia de la Tierra: la controversia Evolución/Creación, New York: John Wiley, 1987.
- Strahler, Arthur N. & Strahler, Alan N. Physical Geology. New York: John Wiley & Sons, 1996. Existen también varias ediciones en español.
- Strahler, Arthur N. y Alan H. "Geografía física" (1981).